# جان بری (۱۸۱۴)
جان بری (۱۸۱۴) (به انگلیسی: John Barry (1814)) یک کشتی است. این کشتی در سال ۱۸۱۴ ساخته شد.